# Crevillent
Crevillent, en valencien et officiellement (Crevillente en castillan), est une commune d'Espagne de la province d'Alicante dans la Communauté valencienne. Elle est située dans la zone à prédominance linguistique valencienne.

## Géographie

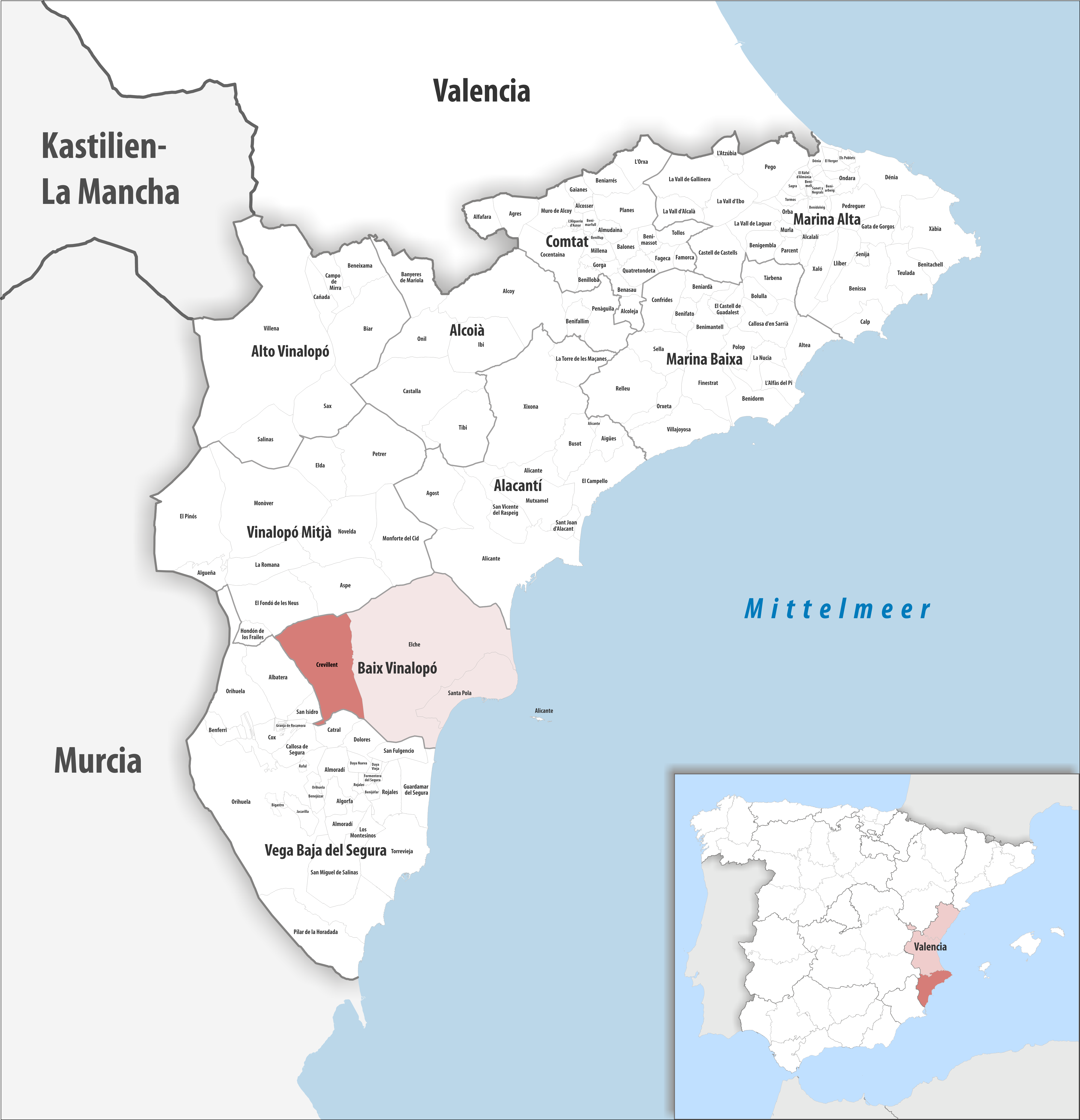
Crevillent dans la comarque Bajo Vinalopó, province d'Alicante / en région valencienne

### Localisation
La commune de Crevillent se trouve dans le centre-sud de la province d'Alicante et dans l'ouest de la comarque Bajo Vinalopó (el Baix Vinalopó).
Alicante est à 34 km nord-est ;
Madrid à 428 km nord-ouest ;
Gibraltar à 574 km sud-ouest (distances par route).

### Communes voisines
Crevillent jouxte Callosa de Segura et Dolores uniquement par un quadripoint.

### Généralités
Crevillent a un quartier de maisons troglodytes.
La pointe sud-est de la commune est incluse dans le parc naturel del Fondo.

## Politique et administration

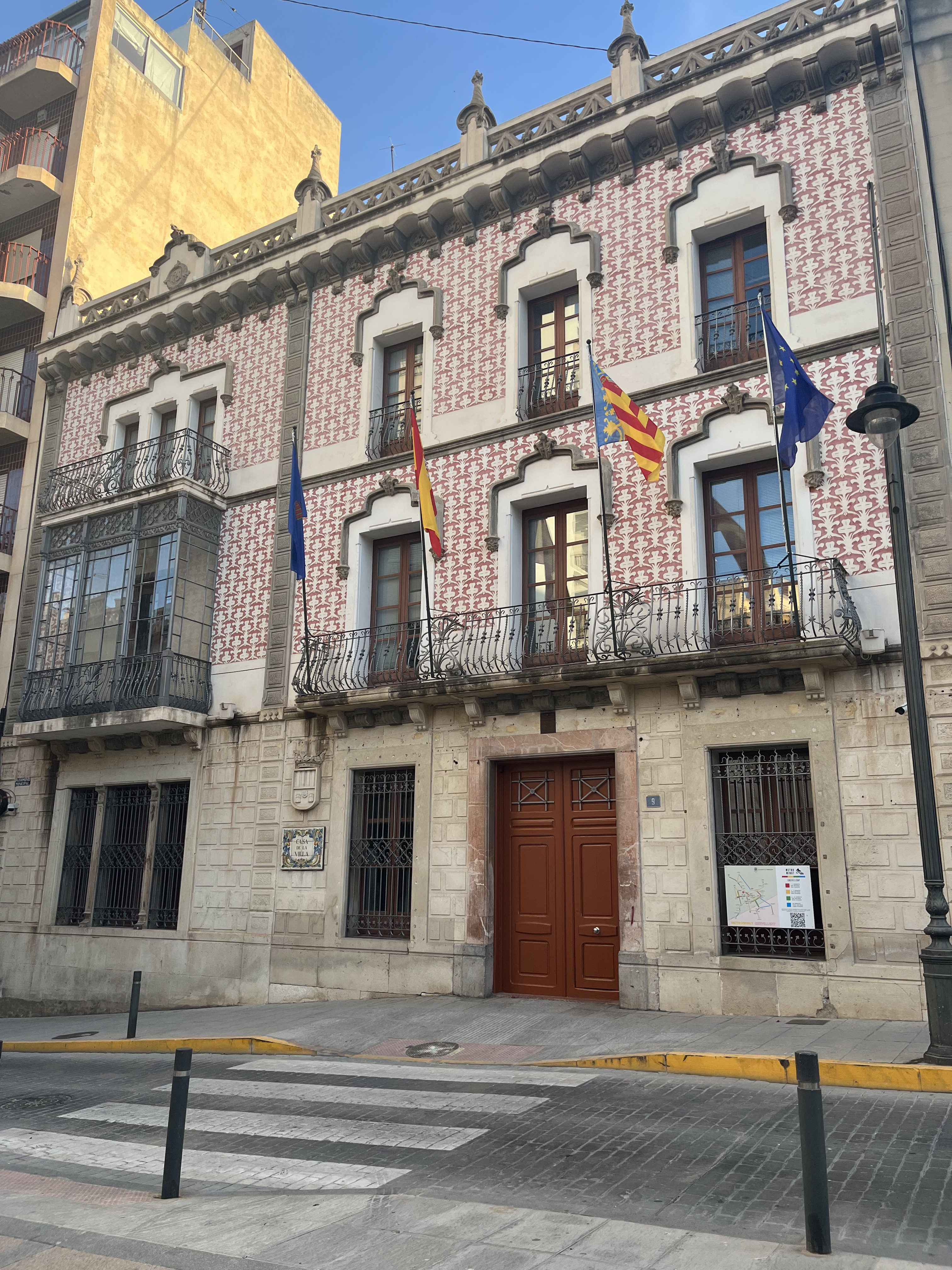
Mairie de Crevillent, en mai 2022.

### Maires durant la seconde république
| Période   | Maire                   | Parti politique | Date d'entrée en fonction | Observations                                                                                      |
| --------- | ----------------------- | --------------- | ------------------------- | ------------------------------------------------------------------------------------------------- |
| 1931-1934 | Manuel MENARGUES VICENS | PSOE            | 12/04/1931                | Destitué par le gouverneur d'Alicante à la suite de heurts lors de manifestations antifascistes,. |
| 1934      | Pedro TURON PASTOR      | --              | Avril 1934                | Nommé maire intérimaire par le gouverneur civil d'Alicante.                                       |
| 1934-1936 | Joaquín LLEDÓ MAS       | PRR             | 04/07/1934                | Élu lors du conseil municipal du 4 Juillet 1934.                                                  |
| 1936      | Manuel MENARGUES VICENS | PSOE            | 20/02/1936                | Réintègre ses fonctions à la suite du triomphe du Front Populaire aux élections,.                 |
| 1936-1937 | Alfonso ALFONSO MATEO   | Front Populaire | 13/11/1936                | Partira au front durant la Guerre Civile.                                                         |
| 1937      | Manuel VERDÚ GONZÁLEZ   |                 | 10/05/1937                | Elu lors du conseil municipal du 10 Mai 1937. Partira également au front.                         |
| 1937      | José PONS GALVÁÑ        | PCE             |                           | Remplacera le maire précédent. Partira ensuite également au front.                                |
| 1937-1939 | Antonio MAS SERNA       | PSOE            | 03/06/1937                | Remplacera le maire précédent.                                                                    |

### Maires depuis les élections démocratiques de 1979
| Période                         | Maire                        | Parti politique | Date d'entrée en fonction | Observations |
| ------------------------------- | ---------------------------- | --------------- | ------------------------- | ------------ |
| 1979–1983                       | Emili Muñoz Giménez          | PCE             | 19/04/1979                | --           |
| 1983–1987                       | Francisco Llopis Sempere     | PSPV-PSOE       | 28/05/1983                | --           |
| 1987–1991                       | Francisco Llopis Sempere     | PSPV-PSOE       | 30/06/1987                | --           |
| 1991–1995                       | Francisco Llopis Sempere     | PSPV-PSOE       | 15/06/1991                | --           |
| 1995–1999                       | César Augusto Asencio Adsuar | PP              | 17/06/1995                | --           |
| 1999–2003                       | César Augusto Asencio Adsuar | PP              | 03/07/1999                | --           |
| 2003–2007                       | César Augusto Asencio Adsuar | PP              | 14/06/2003                | --           |
| 2007–2011                       | César Augusto Asencio Adsuar | PP              | 16/06/2007                | --           |
| 2011–2015                       | César Augusto Asencio Adsuar | PP              | 11/06/2011                | --           |
| 2015–2019                       | César Augusto Asencio Adsuar | PP              | 13/06/2015                | --           |
| Des de 2019                     | José Manuel Penalva Casanova | Compromís       | 15/06/2019                | --           |
| Source : Generalitat Valenciana |                              |                 |                           |              |

## Jumelage
- Fontenay-le-Comte (France) depuis 1968
- Fontenay-le-Fleury (France) depuis 2005
- Lagouira (Maroc)